# Boyan Slat

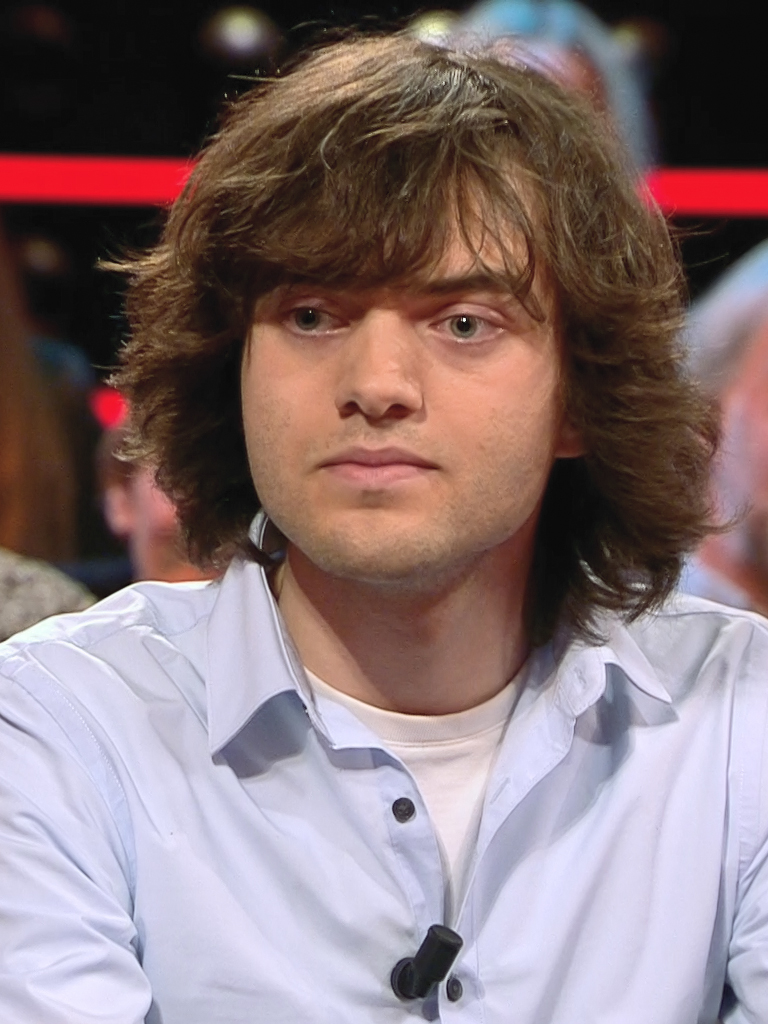
Boyan Slat (2018)

Boyan Slat (* 27. Juli 1994 in Delft) ist ein niederländischer Erfinder und Unternehmer, der die Ozeane vom Plastikmüll befreien will. Er studierte am Fachbereich Luft- und Raumfahrttechnik der Technischen Universität Delft. Sein Vater ist Kroate und lebt in Poreč. Seine Mutter ist halb Engländerin, halb Niederländerin. Sie ist Personalberaterin und hat bei der Rekrutierung von Personal für „The Ocean Cleanup“ geholfen.
Slat beschäftigte sich schon in frühen Jahren mit Projekten und entwickelte ein passives System zum Auffangen des in den Meeresströmungen treibenden Plastikmülls. Auslöser für das Projekt war ein Urlaub im Jahr 2011 in Griechenland, in dem Slat im Alter von 16 Jahren beim Tauchen mehr Müll als Fische erblickte. Seine Idee wurde mit dem Preis „Best Technical Design“ der Technischen Universität Delft ausgezeichnet. Er gründete „The Ocean Cleanup“ für die weitere Entwicklung möglicher Technologien. Anfangs fand das Projekt wenig Anklang, doch seit seinem Auftritt beim TEDx talk mit dem Beitrag How the Oceans can Clean Themselves verbreitete sich die Information und brachte tausende Freiwillige und zwei Millionen US-Dollar zum Aufbau einer Pilotanlage ein.

“Taking care of the world's ocean garbage problem is one of the largest environmental challenges mankind faces today.”

„Das Lösen des Abfallproblems in den Weltmeeren ist eine der größten umweltbezogenen Herausforderungen, der sich die Menschheit heutzutage zu stellen hat.“

“Not only will this first cleanup array contribute to cleaner waters and coasts but it simultaneously is an essential step towards our goal of cleaning up the Great Pacific Garbage Patch. This deployment will enable us to study the system's efficiency and durability over time.”

„Dieses erste Reinigungssystem wird nicht nur zu saubereren Gewässern und Küsten beitragen, sondern ist gleichzeitig auch ein unverzichtbarer Schritt auf dem Weg zum Abbau des riesigen Kunststoffabfallteppichs im Pazifik. Die Inbetriebnahme wird uns ermöglichen, die Effizienz und Lebensdauer des Systems langfristig zu untersuchen.“

Eine Pilotanlage wurde bei der japanischen Insel Tsushima geplant. Ihr Betrieb wurde auf zwei Jahre angesetzt. Dort strandet je Bewohner ein Kubikmeter Kunststoff pro Jahr.

## Auszeichnungen
- Champions of Earth Award des Umweltprogramms der Vereinten Nationen im Jahr 2014 in der Kategorie Inspiration and Action.[7] Damit war er der jüngste Gewinner dieses Preises.[8]
- Young Entrepreneur Award 2015 von Nor-Shipping und YoungShip International im Jahr 2015.[9]
- European of the Year (Reader's Digest award) (Europäer des Jahres) von Reader’s Digest im Jahr 2017.[4]
- European Leadership Award von euronews im Jahr 2018[10]